# Психологія спорту
Психологія спорту — область психологічної науки, яка вивчає закономірності формування та прояву природних психічних процесів та психологічних феноменів у спортивній діяльності.
Психологія спорту є міждисциплінарною наукою, яка спирається на знання з багатьох суміжних областей, включаючи біомеханіку, фізіологію, кінезіологію і психологію. Вона вивчає те, як психологічні та фізичні чинники впливають на продуктивність зайняття спортом і фізичними вправами. На додаток до навчання і тренувань психологічних умінь, поліпшення продуктивності, спортивна психологія охоплює роботу зі спортсменами, тренерами та батьками спортсменів у питаннях травм і реабілітації, комунікації, створення команди (командоутворення) і кар'єрні переходи.

## Історія виникнення
Психологію спорту вважають доволі молодою галуззю психологічної науки. Згадка про неї вперше з'явилась у статтях засновника Олімпійських ігор П'єра де Кубертена на початку XX століття. Роком заснування цього напрямку у психології можна вважати 1913 рік, коли за ініціативою МОК організували конгрес, присвячений саме питанням психології спорту.
У 1965 році в Римі заснували Міжнародну спілку психології спорту (МСПС). Це стало свідченням міжнародного визнання спортивної психології як окремого напрямку психології. МСПС з 1970 року починає видавати «Міжнародний журнал психології спорту». У 1967 році з'явилась Північноамериканська спілка психології спорту, а у 1969 році — Європейська асоціація психології спорту. Згодом аналогічні спілки відкрили в Японії, Англії, ФРН, Франції, Австралії, Бразилії та багатьох інших країнах.
По справжньому активно психологія спорту як окремий напрямок психології почала розвиватися з початку 1960-тих років XX століття. При цьому на самому початку основну увагу звернули на так звану Диференціальну психологію, тобто на вивчення відмінностей спортсменів за індивідуальними характеристиками. Крім того, вивчались можливості та здатності спортсмена діяти в умовах стресу та способи збільшення ефективності тренувань.
Трохи пізніше фронт досліджуваних спортивною психологією питань помітно розширився. Стали розробляти програми з урахуванням специфіки не лише індивідуальних здібностей спортсменів, а й конкретного виду спорту. При цьому використовували досягнення загальної, педагогічної, соціальної та вікової психології (індивідуальна робота зі спортсменом, колективні тренінги тощо). Йшла розробка програм відповідних тренувальних комплексів для підвищення психічної та фізичної тренованості спортсменів, їх етичної, емоційно-вольової та колективістської підготовленості. Особливу увагу приділяли питанням мотивації спортсменів, причому не лише в період їх участі на змаганнях, але й під час тренувань. Досить детально досліджували способи та шляхи формування вузькоспеціалізованих сприймань спортсменів — почуття дистанції, відчуття часу, коливання швидкості рухомого об'єкта, «відчуття м'яча», «відчуття води», передбачення розвитку подій (інтуїція, антиципація). Також значну увагу приділяли розвитку способів уяви, поліпшенню спостережливості, тактичному та стратегічному мисленню, якісній взаємодії в групах.

## Спортивна психологія в Україні
Український психолог Клименко Віктор Васильович готував спортсменів радянської збірної до Олімпійських ігор 1972 року у Мюнхені, 1976 року у Монреалі, 1980 року у Москві, а також здійснював психологічну підготовку до відповідальних турнірів ексчемпіона світу з шахів Анатолія Карпова.

## Завдання спортивної психології
Говорячи про завдання, які вирішує спортивна психологія, не можна не сказати про центральну фігуру цього напрямку в психології — спортивного психолога. Саме спортивний психолог працює зі спортсменом, дозволяючи йому вирішити такі основні завдання:
1. Підвищення загальної ефективності тренувального процесу шляхом вироблення потрібного рівня мотивації, чіткої орієнтації на конкретну мету, а також формування потрібних рухових умінь і навичок.
2. Створення необхідних психологічних умов для досягнення кращої психологічної витривалості, високих показників сили, спритності, а також для розвитку спеціалізованих видів сприйняття.
3. Грамотна психологічна підготовка спортсмена до змагань.
4. Психічна регуляція
5. Формування особистості спортсмена для кращої взаємодії з тренером, а також іншими спортсменами в команді.
6. Підвищення у спортсмена сили волі в ситуаціях, коли цей показник перебуває або на недостатньому для успішних спортивних виступів рівні, або цей показник дуже високий і є ризик того, що спортсмен може «перегоріти» ще до старту змагань.
7. Оперативна допомога спортсмену. Йдеться про роботу зі спортсменом у найбільш напружені для нього моменти — від зняття передстартових хвилювань і роботи зі стресом до допомоги у разі невдалих виступів і пов'язаних з ними переживань.

Крім того, в окремий напрям сучасна спортивна психологія виділяє дослідження, що розглядають проблеми грамотного формування команд, взаємостосунки в колективі, способи та прийоми підвищення ціннісно-орієнтаційної єдності, з уболівальниками, а також проблеми міжгрупових взаємин і згуртованості спортивного колективу.

## Напрями спортивної психології
Насамперед діяльність спортивного психолога полягає в грамотному психологічному супроводі усього спортивного життя спортсмена й охоплює наступні основні напрямки:
1. Психодіагностика;
2. Індивідуальна психологічна підготовка спортсмена;
3. Психологічні тренінги — індивідуальні та колективні;
4. Ситуативне управління поведінкою та станом спортсмена;
5. Гендерна психологія в спорті.

## Спортивна психологія в наш час
Роль спортивної психології в сучасному спорті підвищується з кожним роком. Без спортивного психолога важко уявити собі роботу того чи іншого спортивного клубу, не кажучи вже про національну збірну з того чи іншого виду спорту. Окремі національні олімпійські збірні мають у штаті психологів для кожного виду спорту. Активно йдуть дослідження в галузі вивчення психологічних можливостей спортсменів. Принципово важливим моментом для майбутнього спорту є і те, в якому стані буде перебувати дитяча спортивна психологія. Сьогодні багато уваги приділяють питанням тестування та відбору спортсменів, а також їх грамотного виховання на різних вікових стадіях і в процесі тренувань. Окремим важливим напрямом спортивної психології варто вважати і роботу зі спортсменом, який вирішив покинути великий спорт: як допомогти людині зробити це максимально грамотно і щоб він зміг почати нове життя поза великим спортом.